# شهرستان کانگدونگ
شهرستان کانگدونگ (به لاتین: Kangdong County) یکی از دو شهرستان حومه پیونگ یانگ است. در سال ۱۹۸۳ از استان پیونگان جنوبی جدا شد و کمیته مردمی شهر پیونگ یانگ اداره مستقیم آن را بر عهده گرفت. این شهرستان با استان پیونگان جنوبی در شمال و شرق و رودخانه ته‌دونگ از غرب هم مرز است.